# Kardomia granitica
Kardomia granitica är en myrtenväxtart som först beskrevs av Anthony R. Bean, och fick sitt nu gällande namn av Peter G.Wilson. Kardomia granitica ingår i släktet Kardomia och familjen myrtenväxter. Inga underarter finns listade i Catalogue of Life.